# Diego López Pacheco Cabrera y Bobadilla
Diego López Pacheco Cabrera y Bobadilla marchese di Villena, conte di Xiquena e duca di Escalona (Belmonte (Spagna), 16 agosto 1599 – Pamplona, 27 febbraio 1653) è stato un nobile spagnolo che , tra il 28 agosto 1640 ed il 10 giugno 1642, fu viceré della Nuova Spagna.

## Biografia

### Gioventù
López Pacheco era il figlio di Juan Fernández Pacheco y Toledo, V marchese di Villena e della sua consorte Serafina de Portugal Braganza. Quest'ultima era la figlia secondogenita di Giovanni I di Braganza e di Caterina di Guimarães. Ricevette una buona educazione presso l'Università di Salamanca. Si fece un nome come letterato e come uomo d'armi. Servì l'esercito nei Tercios (fanteria spagnola), dove raggiunse il grado di colonnello.

### Viceré della Nuova Spagna
Il 22 gennaio 1640, López Pacheco fu nominato viceré da re Filippo IV di Spagna. Giunse a Veracruz il 24 giugno dello stesso anno, insieme a Juan de Palafox y Mendoza, vescovo di Puebla. Il vescovo era stato nominato visitador generale, col compito di procedere contro i due precedenti viceré, Rodrigo Pacheco y Osorio e Lope Díez de Armendáriz.
López Pacheco fu bloccato alcuni mesi presso il porto dalle festività che celebravano il suo arrivo. Fece l'entrata solenne a Città del Messico il 28 agosto. Divenne subito popolare, nonostante l'introduzione di nuove tasse e tributi.
Mentre si trovava ancora a Veracruz, fu informato dell'urgente necessità di rinforzare l'Armada de Barlovento, che pattugliava la costa contro le incursioni dei corsari. Si prese subito carico del problema, rinforzando sei navi da guerra, ed ordinando la costruzione di altre, ottenendone alcune da Cartagena e da L'Avana. Ordinò la costruzione di cannoni e la produzione di munizioni, polvere da sparo ed altra attrezzatura.
Nel 1641 Luis Cetin de Canas, governatore di Sinaloa, sollecitò ed ottenne l'approvazione del viceré per una spedizione volta alla colonizzazione della California con missionari gesuiti, che non si rivelò un successo. Sempre durante il governo di López Pacheco, vi fu un cambiamento nelle chiese della colonia; la maggior parte di loro divennero di proprietà del clero secolare, piuttosto che dei frati regolari.

### Rivoluzione in Portogallo
Nel 1640 si manifestò la sollevazione in Portogallo (prima fase della guerra di restaurazione portoghese), ed il duca di Braganza, primo cugino del viceré, si incoronò sovrano con il nome di Giovanni IV. Questo naturalmente creò dubbi sulla lealtà del viceré. Per eliminare i sospetti, López Pacheco ordinò che tutti i portoghesi della Nuova Spagna fossero registrati, in modo da controllarne i movimenti, le proprietà e le attività. Nonostante questo il dubbio rimase.
Il visitador generale, il vescovo Palafox y Mendoza, già coinvolto nei procedimenti contro i precedenti viceré, ruppe i legami con Pacheco nel 1642, accusandolo di essere complice del Portogallo. Si trattò probabilmente di un ordine della corona (il vescovo Palafox dichiarò di aver ricevuto ordini, anche se non li mostrò mai). Il vescovo giunse nella capitale in segreto, e nella notte tra il 9 ed il 10 giugno si incontrò con l'Audiencia parlando dei propri sospetti. Ordinò alle guardie di circondare il palazzo del viceré. Il mattino seguente López Pacheco fu informato del fatto che il vescovo era stato nominato arcivescovo e nuovo viceré.
López Pacheco fu trasferito presso il convento di Churubusco come prigioniero, e pochi giorni dopo trasferito a San Martín Texmelucan. Le sue proprietà furono confiscate e vendute in un'asta pubblica.

### Viceré di Navarra
Pochi mesi dopo tornò in Spagna dove, dopo un breve processo, fu giudicato innocente. Il re gli restituì parte dei soldi confiscati, offrendogli di nuovo il posto di viceré, ma López Pacheco scelse di non tornare in Messico. Il re lo nominò nel 1649, viceré di Navarra.

### Matrimoni e discendenza
Nel 1620 Diego López Pacheco sposò la cugina Luisa Bernarda de Cabrera y Bobadilla, VII marchesa di Moya. La moglie morì nel 1640. Da questo matrimonio nacque un solo figlio, José Isidro López Pacheco, morto in giovane età (1638-1643). Il 22 febbraio del 1644 Diego López Pacheco sposò a Madrid Juana de Zúñiga y Sotomayor (morta a Pamplona il 17 febbraio del 1652), figlia di Francisco López de Zúñiga y Mendoza, VII duca di Béjar e della consorte di questi Ana de Mendoza, duchessa di Mandas e Villanueva. Dal secondo matrimonio sarebbero nati due figli: Juan Manuel Fernández Pacheco, Grande di Spagna, VIII marchese di Villena, VIII duca di Escalona (1650-1725) e María Serafina de la Aurora López Pacheco y Portugal (1651-1675).